# Kaavi kyrkoby
Kaavi kyrkoby (finska: Kaavin kirkonkylä) är en tätort (finska: taajama) och centralort i Kaavi kommun i landskapet Norra Savolax i Finland. Vid tätortsavgränsningen den 31 december 2021 hade Kaavi kyrkoby 1 262 invånare och omfattade en landareal av 3,15 kvadratkilometer.